# Brzękowice-Wał
Brzękowice-Wał – wieś w Polsce położona w województwie śląskim, w powiecie będzińskim, w gminie Psary.
W latach 1975–1998 miejscowość administracyjnie należała do województwa katowickiego.